# Seleção Catalã de Futebol

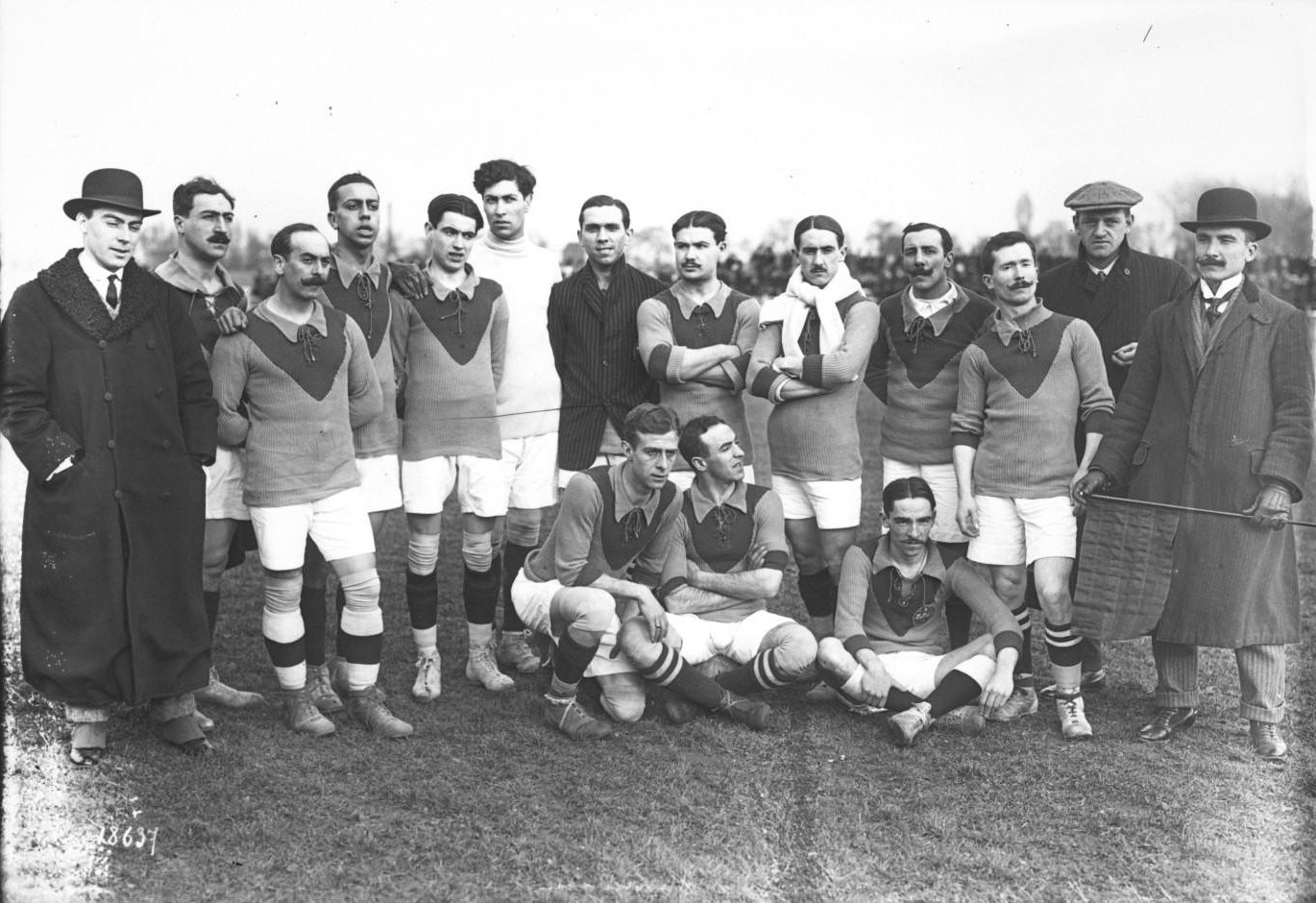
A seleção da Catalunha, em fevereiro de 1912 na cidade de Paris.

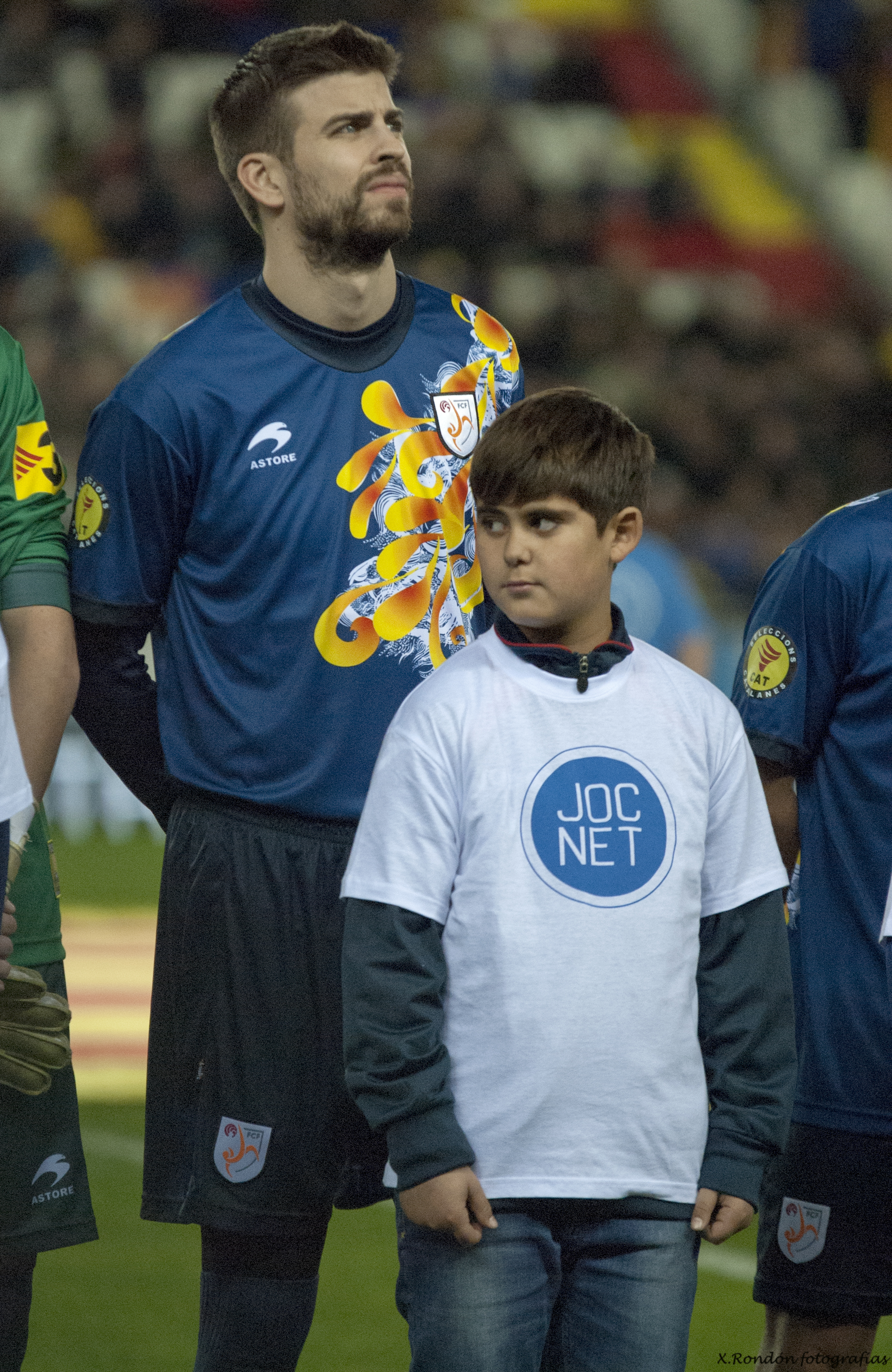
Gerard Piqué serviu na seleção catalã em 2013, três anos após vencer a Copa do Mundo da FIFA.

A Seleção de Futebol da Catalunha representa a Catalunha em competições de futebol. Historicamente, as formações que competiram sob a jurisdição da Federação Catalã de Futebol (FCF) têm sido conhecidas como seleção ou seleções catalãs de futebol. A seleção catalã de futebol não é reconhecida pela FIFA, devido à oposição da Real Federação Espanhola de Futebol (RFEF) e do Conselho Superior de Esportes Espanhol (CSD), e, portanto, só pode disputar jogos amistosos internacionalmente permitidos pela RFEF. No entanto, pode competir oficialmente como seleção autônoma nas competições da Real Federação Espanhola de Futebol, que normalmente organiza para categorias inferiores.
Em 22 de dezembro de 2009, a Catalunha conquistou o I Troféu Internacional da Catalunha ao derrotar a seleção argentina.
A seleção masculina tem como técnico Gerard López desde 2013; anteriormente, os treinadores foram, entre outros, Johan Cruijff (2009-2013) e László Kubala (1990).
O jogador que mais vezes vestiu a camisa da seleção catalã é Sergio García, atuando por 16 vezes, sendo também o maior artilheiro, com 9 gols.

## Seleção masculina

### Primeiros anos
A criação das Federações Esportivas Catalãs foi o reflexo da paixão desportiva de uma sociedade que estava mais próxima da Europa do que o resto da Península Ibérica. Assim, em 1902 foi criada a Associação de Clubes de Futebol (embrião da Federação Catalã), que foi a semente necessária para que, no ano seguinte, a seleção disputasse seu primeiro jogo.
Já em 1903, temos claros precedentes ou embriões da seleção nacional catalã de futebol. Assim, por exemplo, em 24 de setembro de 1903, foi realizado um jogo entre dois combinados para escolher a verdadeira seleção da Catalunha que pudesse enfrentar sua potência contra os melhores clubes e seleções de todo o continente.
Segundo a própria Federação Catalã de Futebol, o primeiro jogo foi disputado contra uma equipe chamada Cleópatra, porque os jogadores eram tripulantes de uma embarcação com o mesmo nome, e terminou com a vitória catalã por 3-0. O segundo jogo, contra o Sportsmen's Club, terminou 3-2. O Real Club Deportivo Español, fundado há quatro anos, foi o terceiro embate contra a seleção, disputado em 29 de maio de 1904, no campo que eles detinham chamado Hospital Clínico. A partida em homenagem aos campeões catalães do Deportivo acabou com a vitória deles por 4-1.
Em 1912, com uma equipe formada por jogadores de vários clubes catalães, a seleção (então denominada Football Associació Catalana) fez sua estreia. Foi um início não muito glorioso para a seleção, porque neste primeiro jogo no Estádio de Colombes, em Paris, sofreu 7 gols e as críticas foram ferozes. Apesar de tudo, na revanche em casa, o espanhol Genaro de la Riva deu a vitória aos catalães marcando o único gol.

### Estrangeiros jogando pela Catalunha
Atualmente, a seleção é composta pelos melhores jogadores nascidos na Catalunha ou que adquiriram residência natural na comunidade (como o caso de Jordi Cruijff). No entanto, nem sempre foi assim, pois desde sua origem em 1903 até 1997, o time era formado por jogadores que, independentemente de sua nacionalidade, jogavam em clubes catalães de Barcelona e posteriormente de outras províncias da comunidade. Portanto, jogadores espanhóis que não eram catalães, como Luis Suárez, Guillermo Amor, Andrés Iniesta, Alfredo Di Stéfano, Pepe Reina, e outros internacionais como László Kubala, Carlos Caszely, Johan Neeskens, Johan Cruijff, Hristo Stoichkov, entre outros, vestiram a camisa da Catalunha.

## Elenco atual
Os seguintes 20 jogadores foram convocados para o jogo Amistoso contra o  Panamá em 29 de maio de 2024.
Atualizado até 8 de junho de 2024.
| Nome            | Posição   | Clube               |
| --------------- | --------- | ------------------- |
| Arnau Tenas     | Goleiro   | Paris Saint-Germain |
| Dani Cárdenas   | Goleiro   | Levante             |
| Héctor Bellerín | Defesa    | Betis               |
| Eric García     | Defesa    | Girona              |
| Sergi Cardona   | Defesa    | Las Palmas          |
| Óscar Mingueza  | Defesa    | Celta de Vigo       |
| Mika Mármol     | Defesa    | Las Palmas          |
| Marcos Pubil    | Defesa    | Almería             |
| Oriol Romeu     | Médio     | Barcelona           |
| Joan Jordán     | Médio     | Sevilla             |
| Marc Roca       | Médio     | Betis               |
| Sergio Gómez    | Médio     | Manchester City     |
| Carles Aleñá    | Médio     | Getafe              |
| Ramon Terrats   | Médio     | Villarreal          |
| Gerard Gumbau   | Médio     | Elche               |
| Sergi Altimira  | Médio     | Betis               |
| Joan González   | Médio     | Lecce               |
| Ferran Jutglà   | Avançado  | Brugge              |
| Marc Cardona    | Avançado  | Las Palmas          |
| Jastin García   | Avançado  | Girona              |
| Gerard López    | Treinador |                     |

## Selecionadores
| Origem        | Selecionador                | Período           |
| ------------- | --------------------------- | ----------------- |
| Inglaterra    | Raine Gibson                | 1911 - 1912       |
| Catalunha     | Josep Torrents              | 1932 - 1936       |
| Catalunha     | Lluís Blanco                | 1937              |
| Catalunha     | José L. Lasplazas           | 1941 - 1971       |
| Uruguai       | José Santamaría             | 1973              |
| Catalunha     | Josep Gonzalvo              | 1976              |
| Hungria       | László Kubala               | 1990              |
| Catalunha     | Carles Rexach e Josep Fusté | 1993              |
| Espanha       | Àngel "Pitxi" Alonso        | 1995 - 2005       |
| Catalunha     | Pere Gratacós               | 2005 - 2009       |
| Países Baixos | Johan Cruyff                | 2009 - 2013       |
| Catalunha     | Gerard López                | 2013 - 2016       |
| Catalunha     | Sergio González             | 2016 - 2018       |
| Catalunha     | Gerard López                | 2018 - atualidade |